# 南寮村 (臺東縣)
南寮村為臺灣臺東縣綠島鄉轄下之行政區，位於綠島西部，是綠島鄉的行政中心，也是該鄉的第一大聚落。

## 介紹
南寮村位於綠島西部，範圍北起鼻頭角延阿眉山陵線與中寮村、公館村為鄰，其西邊狹小的濱海地帶是綠島人口稠密的聚落；地形以山地為主，全村最高點火燒山為綠島最高山，標高280公尺，次高山阿眉山276公尺。村內有流域面積狹小的短促野溪數條，除少數主流在雨季有水流，其餘多為常年乾涸之溪谷。
綠島與外地間主要航行的南寮漁港即位在此村，其於1954年啟用，1977年擴建，後來綠島漁業沒落，對外交通和觀光成為南寮漁港的主要機能，主要航線為南寮漁港至富岡漁港，每天往返約二十餘班次。南寮村的公路以水泥混泥土鋪設的環島公路為主，是綠島鄉交通及觀光的主幹，可連絡南寮村、南寮漁港，北行可至中寮村，南行通往綠島南端進入公館村轄境。居民的交通工具以機車為主。

## 其他
蘇素霞出身於此村。